# Rismyrtjärnen (Jokkmokks socken, Lappland)
Rismyrtjärnen är en sjö i Jokkmokks kommun i Lappland och ingår i Luleälvens huvudavrinningsområde.